# Raining Men
Singles par Rihanna
Who's That Chick?
(2010) All of the Lights
(2011)
Singles par Nicki Minaj
I Ain't Thru
(2010) Moment 4 Life
(2010)
Raining Men est une chanson interprétée par la chanteuse barbadienne Rihanna, tirée de son cinquième album studio, Loud. La chanson est en featuring avec la rappeuse trinidadienne Nicki Minaj. Envoyée aux radios le 27 décembre 2010, elle a reçu des critiques mitigées qui ont salué l'alchimie entre Rihanna et Minaj mais ont critiqué la chanson pour ne pas créer quelque chose de nouveau ou original. Même si elle n'a pas reçu de promotion de la part des radios urbaine, elle arrive à la 48e place du hit-parade R&B aux États-Unis. Rihanna interprète la chanson lors du Loud Tour (2011).

## Genèse
La piste est en featuring avec Nicki Minaj et elles travaillent ensemble sur Fly, parue sur l'album Pink Friday en 2010. Lors d'une interview avec MTV, Rihanna dit au sujet de la chanson : « [C'est] une chanson vraiment amusante. Non, rien de tel que l'originale. Son tempo est très rapide, mais il en ressort tout de même quelque chose de bizarre et drôle ». Lors d'une interview avec BBC Radio, Minaj parle de l'inspiration des paroles de la chanson :
« Je voulais simplement être folle, j'ai écrit la chanson depuis mon lit en fait. J'avais pris une journée de repos, ils m'ont envoyé le disque et ils m'ont dit qu'ils en avaient besoin dans 24 heures et je me suis mise à composer... disons des trucs fous. Je voulais que ça ait l'air mélodieux et déjanté. Dans le dernier couplet de 'Raining Men', je dis 'It's raining men, fat bitches' [Il pleut des hommes, grosses s...pes]. J'ai juste dit ça et je n'ai pas pu revenir en arrière... Ensuite quand j'étais au Yankee Stadium, j'ai croisé par hasard [le président de la maison de disques Island Def Jam] L.A. Reid et il m'a répété les dernières paroles de cette chanson. Et je me suis dit 'Est-ce que L.A. Reid vient juste de me dire 'fat bitches ?' J'ai failli m'évanouir. »
Lors d'une interview avec Capital FM Radio, Rihanna explique la collaboration entre les deux femmes :
« Vous savez que j'ai déjà collaboré avec elle sur Rated R et elle m'a écrit quelques belles ballades et je ne pouvais pas attendre de travailler à nouveau avec elle et elle est finalement apparue sur mon disque... Je suis vraiment émerveillée de la voir écrire comme ça. [Nicki] ne fait pas que rapper mais elle écrit des chansons. C'est vraiment facile actuellement. Nous nous sommes revues avec les textes et nous avons discuté de ce qu'on voulait faire car nous étions à deux endroits différents et avions des idées différentes. »
Raining Men est envoyées aux radios urbaines en tant que troisième single de Loud le 7 décembre 2010.

## Structure musicale et accueil
Raining Men contient des éléments du genre hip-hop. Selon la partition musicale de Musicnotes.com, elle composée dans la tonalité de Si majeur et a une mesure en 3/4 avec un groove hip-hop. Elle a un tempo de 80 pulsations par minute et la voix de Rihanna s'étend des notes Sol3 à Si4.
La chanson reçoit des critiques mitigées. Jon Pareles et Jon Caramanica de The New York Times commentent que « Rihanna partage le rythme jacassant et mécanique de Raining Men avec Nicki Minaj, chantent et rappent la pluie sans fin d'hommes ». Stacey Anderson de Spin dit que la chanson ressort de l'album et la considère comme une « collaboration glorieusement excentrique ave Nicki Minaj qui entrelace sa petite tonalité hyperventilée, ses airs de sirène sont dissous dans la basse et la contorsion du souffle de Minaj du simple mot « vraiment » dans un show complètement dément ». BBC Music salue aussi la présence de Minaj dans la chanson en disant : « Nicki Minaj fait une superbe partenaire, sa nature et son flow cinétique complète la voix d'acier de Rihanna aux effets pervers ». Jim Farber de New York Daily News dit que « Rihanna fait la bonne paire avec Nicki Minaj, sur la démolition complète des vieilles Weather Girls et leur It's Raining Men. Ce n'est pas une chanson gay sur le désir mais la déclaration d'une assurance qu'aucun homme ne pourrait susciter trop d'inquiétude, les considérant comme des numéros purs et simples ». Chris Richards de The Washington Post dit que « Nicki Minaj, une rappeuse intelligente capable de prendre la voix d'une douzaine de personnages dans une seule chanson, manque de communiquer la sagesse à sa collègue de Raining Men ». Emily Mackay de NME dit que Raining Men est une collaboration intrépide entre Rihanna et Minaj, qui jouent toutes les deux leurs forces dans la collaboration hip-hop.
August Brown de Los Angeles Times dit que « Cheers (Drink to That) et Raining Men, aussi mousseuses qu'elles peuvent l'être, sont une transformation de Rated R et viennent comme une recalibration de l'image. Mais elle sous-estime la seule chose qui nous a émerveillée au sujet de Rihanna — est-ce son vrai sentiment? » Ryan Dombal de Pitchfork est plus négatif sur la chanson et commente que « Raining Men est une arnaque de Beyoncé éhonté qui congédie le fait que ce n'est pas une bonne arnaque de Beyoncé avec un couplet caractéristique de Nicki Minaj ». James Reed de The Boston Globe remarque aussi des similarités entre la structure musicale et le travail de l'artiste R&B Beyoncé et dit : « Raining Men emprunte un riff numérique de Diva, et ajoute la rappeuse amusante Nicki Minaj d'une manière typique. Le message de la chanson double le mantra de l'album ».

## Crédits
Crédits issus de l'album Loud.
- Écriture – Melvin Hough II, Rivelino Wouter, Timothy & Theron Thomas, Onika Maraj
- Production – Mel & Mas

## Classements
| Pays                                       | Position |
| ------------------------------------------ | -------- |
| Royaume-Uni                                | 142      |
| Royaume-Uni R&B                            | 30       |
| États-Unis Bubbling Under Hot 100 Singles  | 11       |
| États-Unis Billboard Hot R&B/Hip-Hop Songs | 48       |

## Historique des sorties
| Pays  | Date         | Format                   |
| ----- | ------------ | ------------------------ |
| Monde | 12 mars 2013 | Téléchargement numérique |